# Alexandr (Ščukin)
Svatý Alexandr (světským jménem: Alexandr Ivanovič Ščukin; 13. května 1891, Riga – 30. října 1937, Semipalatinsk) byl ruský duchovní Ruské pravoslavné církve, arcibiskup semipalatinský a usť-kamenogorský a mučedník.

## Život
Narodil se 13. května 1891 v Rize do rodiny kněze Ivana Vasiljeviče Ščukina.
Navštěvoval Rižský duchovní seminář a následně Moskevskou duchovní akademii.
Po začátku první světové války se s rodinou odstěhoval do Nižního Novgorodu. Po studiu se stal učitelem matematiky a fyziky na Nižněnovgorodském duchovním semináři.
Dne 21. května 1919 jej arcibiskup Jevdokim (Meščerskij) rukopoložil na jereje. Stal se knězem chrámu svatého Jiří ve vesnici Lyskovo. Získal právo nosit nabedrennik.
Dne 17. srpna 1923 byl zvolen biskupem makarjevským a vikářem nižněnovgorodské eparchie. Dne 21. srpna 1923 proběhla jeho biskupská chirotonie. Světiteli byli arcibiskup Jevdokim (Meščerskij) a arcibiskup Pavel (Volkov).
Často pronášel kázání odsuzující bezbožnost. Řekl, že pouze lidé zbavení lidskosti, kteří nevěří ve věčný život a kteří nemají v úmyslu něco budovat v pozemském životě, mohou zničit monastýry a chrámy.
Na podzim roku 1928 byl zatčen a uvězněn v Nižním Novgorodu. Výměnou za svobodu mu bylo navrhnuto aby přestal kázat, což odmítl. Byl odsouzen ke třem letům vězení v Soloveckém táboře. Pracoval zde jako hlídač a poté jako účetní.
Od 31. prosince 1931 působil jako biskup bolchovský, vikář a dočasný správce orelské eparchie.
Dne 27. července 1932 byl jmenován biskupem orelským a sevský. I přes výhrůžky úřadů stále více kázal.
Dne 3. ledna 1934 byl povýšen na arcibiskupa.
Dne 30. září 1935 byl ustanoven arcibiskupem kurským a obojanským, ale zůstal žít v Orelu.
Od 18. března 1936 působil jako arcibiskup rževský a vikář kalininské eparchie. Dne 18. června stejného roku byl ustanoven arcibiskupem tulským a odojevským.
V září 1936 byl jmenován arcibiskupem semipalatinským a usť-kamenogorským.
V srpnu 1937 byl zatčen a obviněn z kontrarevoluční činnosti a špionáže. Při výsleších se choval odvážné a vinu odmítal. Dne 28. října byl odsouzen k trestu smrti. Trest byl vykonán o dva dny později. Místo pohřbení není známo.

## Kanonizace
Dne 14. srpna 2000 jej Ruská pravoslavná církev svatořečila jako mučedníka a byl zařazen mezi Sbor všech novomučedníků a vyznavačů ruských.